# Ormes, Saône-et-Loire
Ormes este o comună în departamentul Saône-et-Loire, Franța. În 2009 avea o populație de 503 de locuitori.

## Evoluția populației
| An        | 1975 | 1982 | 1990 | 1999 | 2006 | 2009 |
| --------- | ---- | ---- | ---- | ---- | ---- | ---- |
| Populație | 334  | 406  | 413  | 438  | 489  | 503  |